# Ayanda Sishuba
Ayanda Sishuba (Tournai, 2 febbraio 2005) è un calciatore belga, centrocampista del Rennes.

## Biografia
Suo padre Asanda era anch'egli un calciatore (sudafricano).

## Carriera

### Club
Sishuba ha iniziato a giocare a calcio nel R.E. Mouscron dove ha militato dal 2009 al 2018 escluso un periodo di tre anni al Lilla fra il 2014 ed il 2017. Nel 2018 si è trasferito al Lens, con cui ha firmato il suo primo contratto professionistico nel maggio del 2023. Ha debuttato in prima squadra il 2 settembre 2023 nell'incontro di Ligue 1 perso 3-0 contro il Monaco.
Il 30 agosto 2024 viene acquistato dal Verona, con cui però non ha disputato nessuna partita. Viene quindi ceduto a titolo definitivo al Rennes nella finestra invernale di calciomercato successiva, il 3 febbraio 2025.

### Nazionale
Ha giocato nelle nazionali giovanili belghe Under-17 ed Under-18.

## Statistiche

### Presenze e reti nei club
Statistiche aggiornate al 31 agosto 2024.
| Stagione        | Squadra         | Campionato      | Campionato | Campionato | Coppe nazionali | Coppe nazionali | Coppe nazionali | Coppe continentali | Coppe continentali | Coppe continentali | Altre coppe | Altre coppe | Altre coppe | Totale | Totale | Totale |
| Stagione        | Squadra         | Comp            | Pres       | Reti       | Comp            | Pres            | Reti            | Comp               | Pres               | Reti               | Comp        | Pres        | Reti        | Pres   | Reti   |        |
| --------------- | --------------- | --------------- | ---------- | ---------- | --------------- | --------------- | --------------- | ------------------ | ------------------ | ------------------ | ----------- | ----------- | ----------- | ------ | ------ | ------ |
| 2021-2022       | Lens 2          | N2              | 7          | 0          | -               | -               | -               | -                  | -                  | -                  | -           | -           | -           | 7      | 0      |        |
| 2022-2023       | Lens 2          | N3              | 18         | 9          | -               | -               | -               | -                  | -                  | -                  | -           | -           | -           | 18     | 9      |        |
| 2023-2024       | Lens 2          | N3              | 11         | 3          | -               | -               | -               | -                  | -                  | -                  | -           | -           | -           | 11     | 3      |        |
| Totale Lens 2   | Totale Lens 2   | Totale Lens 2   | 36         | 12         |                 | -               | -               |                    | -                  | -                  |             | -           | -           | 36     | 12     |        |
| 2023-2024       | Lens            | L1              | 7          | 0          | CF              | 1               | 0               | UCL+UEL            | 0+0                | 0                  | -           | -           | -           | 8      | 0      |        |
| 2024-2025       | Verona          | A               | 0          | 0          | CI              | 0               | 0               | -                  | -                  | -                  | -           | -           | -           | 0      | 0      |        |
| Totale carriera | Totale carriera | Totale carriera | 43         | 12         |                 | 1               | 0               |                    | 0                  | 0                  |             | -           | -           | 44     | 12     |        |